# Tetracnemus kozlovi
Tetracnemus kozlovi är en stekelart som beskrevs av Sharkov 1984. Tetracnemus kozlovi ingår i släktet Tetracnemus och familjen sköldlussteklar. Inga underarter finns listade i Catalogue of Life.